# Mundo Nuevo, Juchique de Ferrer
Mundo Nuevo är en ort i Mexiko.   Den ligger i kommunen Juchique de Ferrer och delstaten Veracruz, i den sydöstra delen av landet, 250 km öster om huvudstaden Mexico City. Mundo Nuevo ligger 1 151 meter över havet och antalet invånare är 210.
Terrängen runt Mundo Nuevo är varierad. Runt Mundo Nuevo är det ganska tätbefolkat, med 75 invånare per kvadratkilometer. Närmaste större samhälle är Misantla, 19,3 km nordväst om Mundo Nuevo. I omgivningarna runt Mundo Nuevo växer i huvudsak städsegrön lövskog.